# Selecció de bàsquet de Sèrbia i Montenegro

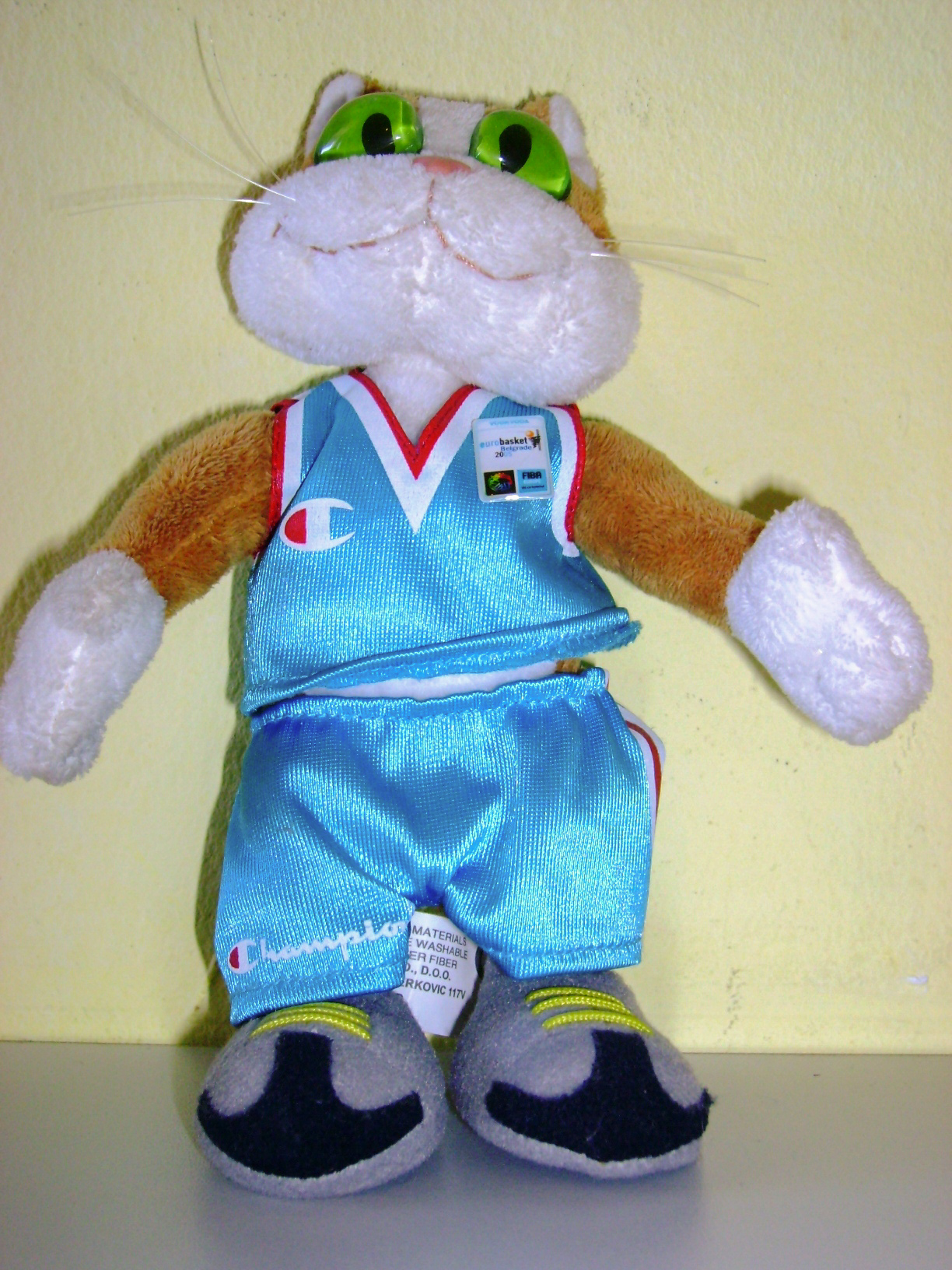
Mascota de l'EuroBasket 2005.

La Selecció de bàsquet de Sèrbia i Montenegro, anteriorment Selecció de bàsquet de la República Federal de Iugoslàvia, fou l'equip format per jugadors dels actuals estats de Sèrbia i Montenegro, que representà aquests països entre 1993 i 2006. Fou dirigit per la Federació de Bàsquet de Sèrbia i Montenegro.
Després de la partició de Iugoslàvia, en 1991–1992, l'antiga selecció del país fou dissolta, naixent les seleccions de Croàcia, Eslovènia, Bòsnia i Hercegovina i Macedònia. Per la seva part, Sèrbia i Montenegro continuaren jugant sota el nom de Iugoslàvia, representant la recent nascuda República Federal de Iugoslàvia. Sota aquest nom l'equip competí entre 1992 i 2003. Aquest any, el país canvià la denominació per Sèrbia i Montenegro, nom amb el qual l'equip de bàsquet continua competint fins al 2006, any de la partició definitiva del país.

## Classificacions

### Jocs Olímpics
- 1996 -  2
- 2000 - 6
- 2004 -11

### Campionats mundials
- 1998 -  1
- 2002 -  1
- 2006 - 11

### Campionats europeus
- 1995 -  1
- 1997 -  1
- 1999 -  3
- 2001 -  1
- 2003 - 6
- 2005 - 9

### Jocs Mediterranis
- 1997 -  3
- 2001 - 4

## Jugadors destacats
- Dejan Bodiroga – MVP Mundial 1998, 5 ideal EuroBasket 1997, 1999
- Željko Rebrača – 5 ideal Mundial 1998, 5 ideal EuroBasket 1997
- Predrag Stojaković – 5 ideal Mundial 2002, MVP EuroBasket 2001, 5 ideal EuroBasket 2001
- Aleksandar Đorđević – MVP EuroBasket 1997
- Vlade Divac – 5 ideal EuroBasket 1995